# Vita porno
Vita porno è un singolo del cantautore italiano Cristiano Malgioglio, in collaborazione con il cantautore italiano Bungaro, pubblicato il 1º settembre 2023.

## Video musicale
Il video musicale, diretto dallo stesso Cristiano Malgioglio, è stato pubblicato attraverso il suo canale YouTube il 15 settembre 2023.

## Tracce
Testi e musiche di Cristiano Malgioglio, Antonio Calò, Niccolò Agliardi e Simone Guzzino.
1. Vita porno (feat. Bungaro) – 3:29